# Мехмед Тахир-ага
Мима́р Мехме́д Тахи́р-ага (тур. Mimar Mehmed Tahir Ağa) — османский архитектор, известен, как строитель мечети Зейнеп-султан и мечети Лалели.

## Биография

### Ранние годы
Мехмед Тахир-ага в юности вместе с отцом участвовал в войне с Россией и Австрией, в то время ему было 12 лет. О большей части его жизни после этих событий ничего не известно. 

### Главный архитектор
С 1760 года Мехмед Тахир-ага с перерывами неоднократно занимал должность главного архитектора и окончательно ушёл в отставку в 1784 году. По его проекту была построена мечеть Лалели, которая представляет собой комплекс, включающий в себя караван-сарай, себиль, имареты и медресе. Лалели также известна, как «тюльпановая мечеть», по названию района, где она была построена.
22 мая 1766 года в Стамбуле произошло землетрясение, которое привело к значительным разрушениям. Мехмед Тахир-ага занимался восстановлением Стамбула и по его проектам были восстановлены многие дома и здания. Мехмед Тахир-ага известен как строитель мечети Зейнеп-султан, которую он построил в 1769 году по приказу Зейнеп-султан, дочери султана Ахмеда III. Мечеть представляет собой небольшой социальный комплекс, которая включает в себя начальную школу, мавзолей и фонтан.
В 1771 году по его проекту была восстановлена одна из знаменитых мечетей Стамбула мечеть Завоевателя. Главный купол был уменьшен в размерах и поддерживался четырьмя подкуполами, а мечеть приобрела интерьер в стиле барокко.

## Галерея
- Мечеть Лалели, одно из главных творений Мехмеда Тахира-аги
- Мечеть Зейнеп-султан, одно из известных творений Мехмеда Тахира-аги